# Cronobàcter
Els Cronobacteris són un gènere d'eubacteris, de la família Enterobacteriaceae. Es caracteritzen per ser organismes anaerobi facultatius, gramnegatius, Oxidasanegatius, en forma de bastó. Generalment tenen motilitat espontània, redueixen el nitrat, aprofiten el citrat, hidrolitzen l'esculin (glucosa) i l'arginina (aninoàcid), i donen resultat positiu amb la L-ornitina descarboxilació. Produeixen àcid a partir de la D-glucosa, D-sacarosa, D-rafinosa, D-melibiosa, D-cel·lobiosa, D-manitol, D-mannosa, L-ramnosa, L-arabinosa, D-trehalosa, àcid galacturònic i D-maltosa. Les espècies del cronobacteri són generalment positives per la producció d'acetoin (test de Voges–Proskauer) i negatives per al test del metil roig, indiquen 2,3-butadiol més que no pas una fermentació àcida. L'espècie prototip del gènere Cronobacter es diu Cronobacter sakazakii comb. nov. El genoma d'un cep de Cronobacter sakazakii (BAA-894) ja ha sigut seqüenciat i annotat. Segons l'anàlisi de seqüència de multilocus (MLSA) el gènere va originar ~40 MYA, i l'espècie més rellevant C. sakazakii era distingible a ~15-23 MYA.

## Importància clínica
Totes les espècies de Cronobacteri, excepte el C. condimenti, han estat relacionats retrospectivament a casos clínics d'infeccions tant en adults com en infants. La majoria dels casos esdevinguts en adults, desemboquen en bacterièmia i encara no s'han estudiat en detall. Això o obstant, la majoria d'infeccions en nounats i en infants han sigut relacionades amb el C. sakazakii i, per tant, han rebut considerable atenció. A més, les espècies de cronobacterhan sigut identificades com a causants de meningitis i enterocolitis necròtica. Amb la identificació seqüencial de multilocus (multilocus sequence typing MLST) s'ha demostrat que la majoria dels casos de meningitis en nounats en els passats 30 anys, sobre mostres de 6 països, estaven relacionats amb només un llinatge genètic de l'espècie Cronobacter sakazakii anomenat "Seqüència Tipus 4" o també "ST4", i, per tant, aquest clon té gran importància pel que fa a les infeccions infantils.
El 18 de desembre el 2011 es van presentar dos casos d'infants infectats amb Cronobacter sakazakii en els Serveis de Salut de Missouri. Un dels nens va morir a causa de la infecció. L'empresa subministradora de productes alimentaris per a nounats Enfamil va anunciar que retirarien de la venda un lot dels seus productes, ja que els van relacionats com a causa probable de la mort de l'infant, però ells mantenen que els seus productes havien sigut testats i passat els controls de seguretat. L'anàlisi CDC dels dos casos, emprant PFGE (Pulsed-field gel electrophoresis), va revelar que eren casos sense relació entre ells i que un dels ceps es va aïllar trobant-la en un potet obert de menjar i en l'aigua emprats en la infermeria de l'hospital. No es va trobar cap cronobacteri en potets de menjar sense encetar del mateix lot. Cal notar que els C. sakazakii trobats en malalts de meningitis eren del complex clonal ST4 i, per tant, demostren l'estudi retrospectiu sobre el locus de la seqüència.

## Taxonomia
L'any 2007 es va proposar el cronobacteri com un nou gènere i com una clarificació de la relació taxonòmica entre els biogrups trobats en els ceps de Cronobacteri sakazakii. Aquesta proposta va quedar validada amb la publicació el 2005 de 5 espècies i 3 subespècies. La definició d'aquest gènere va ser revisada el 2012, afegint 7 espècies més. Es va fer servir el locus MLST per donar suport a la definició amb dues noves espècies: C. universalis i C. condimenti. Les anàlisi genètiques i bioquímiques han demostrat més recentment que el  Cronobacter turicensis no és exactament un membre de les espècies del g. Cronobacteri, per tant, s'ha proposat nomenar-lo com a nou gènere: el Siccibacteri.

## Etimologia
La paraula cronobacteri procedeix del terme grec Κρόνος (cronos), un dels Titans, el qual segons la llegenda mitològica es va empassar els seus fills tan aviat com van néixer, per tant es va escollir per identificar els bacteris que causaven la mort en nounats. Emprant la nomenclatura científica en llatí el nom és: N.L. masc. n. Cronobacter.
- El Cronobacteri sakazakii va rebre aquest nom en homenatge al microbiòleg japonès Riichi Sakazaki.[10]
- El Cronobacter malonaticus deriva del malonat (àcid malònic menys dos ions d'hidrògen), una paraula de nova creació escrita a l'estil llatí malonas -atis afegint el sufix [-icus], en el sentit de «pertanyent a», és a dir un adjectiu masculí. El tipus nomenclatural, CDC 1058-77T, fou aïllat en un abscés pulmonar.[10]
- El Cronobacter turicensis, deriva de l'adjectiu llatí turicensis («procedent de Turicum, antic nom de Zúric»).[11]Actualment considerat un nou gènere
- El Cronobacter muytjensii deriva de la paraula llatina muytjensii («de Muytjens») i va rebre aquest nom en homenatge al microbiòleg holandès Harry Muytjens, qui va fer la major part dels treballs inicials sobre l'Enterobacter sakazakii.[12][13][14][15][16]
- El Cronobacter dublinensis, va ser nomenat així per la ciutat de Dublín on es va originar la taxonomia.[8]
- El C. dublinensis subsp. lausannensis, fa servir el terme llatí lausannensis («pertanyent a Lausana»), lloc on es va originar aquest tàxon.[8]
- El C. dublinensis subsp. lactaridi, deriva de la paraula llatina lactis («llet»), i de l'adjectiu aridus («sec»), perquè es va trobar en pots de llet en pols.[8]
- El Cronobacter universalis, de l'adjectiu llatí universalis («pertanyent tot l'univers»).[17]
- El Cronobacter condimenti del llatí condimenti («condiment»), per ser el lloc on es van tobar.[17]